# Finlands rigsarkiv
Regeringsarkivet (finsk: Kansallisarkisto, svensk: Riksarkivet) er en finsk statslig myndighed under det finske undervisningsministerium med sæde i Helsinki. Regeringsarkivet er centralmyndighed for Finlands arkivvæsen, som foruden Regeringsarkivet omfatter syv landsarkiver. Det er ansvarligt for at arkivere officielle dokumenter fra stat, len og kommuner.

Arkivet blev oprettet i 1816 som en del af Storfyrstendømmet Finlands senat. Den nuværende bygning er fra 1890. Det nuværende svenske navn er fra 1939, da Regeringsarkivet blev en selvstændig statslig myndighed, mens det finske navn er fra 1994. 

## Arkivfortegnelse
Finlands Regeringsarkivs arkivfortegnelse:
- A. Dagbøger
- B. Fortegnelser
- C. Protokoller
- D. Kopier
- E. Indkomne henvendelser
- F. Korrespondance
- G. Regnskaber
- H. Materiale arkiveret efter indhold
- Ö. Øvrigt materiale (alternativ hovedgruppe U)

## Rigsarkivarer
- K. A. Bomansson (1880-1883)
- Reinhold Hausen (1883-1916)
- Leo Harmaja (1917)
- J. W. Ruuth (1917-1926)
- Kaarlo Blomstedt (1926-1949)
- Yrjö Nurmio (1949-1967)
- Martti Kerkkonen (1967-1970)
- Tuomo Polvinen (1970-1974)
- Toivo J. Paloposki (1974-1987)
- Veikko Litzen (1987-1996)
- Kari Tarkiainen (1996-2003)
- Jussi Nuorteva (2003-)